# Pritzker Military Museum & Library
Das Pritzker Military Museum & Library (ehemals: Pritzker Military Library) ist ein Museum und eine Forschungsbibliothek in Chicago, Illinois. Die Einrichtung wurde 2003 durch Colonel Jennifer N. Pritzker als öffentlich zugängliche Spezialbibliothek für Militärgeschichte in Streeterville, gelegen in Near North Side von Chicago, gegründet. Später zog sie in den Downtown-Bezirk Chicago Loop.

## Bibliotheksprofil

### Bestand
Der Bestand der Bibliothek umfasst über 70.000 Medien, darunter 45.000 Bücher sowie Journals, Videos, Gemälde, Poster usw. Insgesamt 9.000 Fotos und Negative, aber auch Briefe und Zeitschriften US-amerikanischer Soldaten aus dem Amerikanischen Bürgerkrieg (1861–1865) und dem Spanisch-Amerikanischen Krieg (1898) sind erhalten. Darüber hinaus existiert eine umfangreiche Sammlung zum britischen Staatsmann Winston Churchill. Von besonderer Bedeutung sind Tagebücher aus dem Amerikanischen Unabhängigkeitskrieg und dem Zweiten Weltkrieg, eine originale Medal of Honor und mehrere historische Zweite Weltkriegs Poster.
Im Holt Oral History Program werden die Geschichten von 71 Veteranen vorgestellt, darunter Audiodateien mit Interviews.

### Leihe
Die Bibliothek bietet eine Mitgliedschaft an und ist in das Fernleihe-Netz der USA integriert. Sie ist Mitglied im Consortium of Academic and Research Libraries in Illinois (CARLI) und im Libraries Very Interested in Sharing (LVIS). Ca. 3.000 antiquarische Exemplare (Bücher und Journals) werden nicht verliehen und können nur im Lesesaal eingesehen werden.

### Sondersammlungen
- „Parrish Collection“ zur Geschichte der Sowjetunion
- „Dr. Charles E. Metz Collection“ zur Luftfahrt im Zweiten Weltkrieg
- „James Wengert Military Medical Collection“
- „Lt. Col. Robert C. Peithman Collection“ zum United States Marine Corps
- „Henry J. Reilly Memorial Library“
- „Robert C. Baldridge Collection“
- „Edward Jablonski Collection“
- „John V. Farwell Collection“ zur US Navy und Royal Navy
- „Robert G. Burkhardt Memorial Collection“ zu U-Booten und zur militärischen Menschenführung

### Veranstaltungen
In der Einrichtung waren Persönlichkeiten wie Paul Bucha, Doris Kearns Goodwin, Gary L. Littrell, Anthony C. Zinni, James Arthur Lovell, W. E. B. Griffin, Rick Atkinson und Sandra Grimes als Interviewpartner oder für Buchlesungen zu Gast.
Verschiedene zeitgenössische Künstler u. a. James Dietz, Steve Mumford und Don Stivers stellten ihre Werke aus.

## Auszeichnungen
2007 und 2008 wurde sie mit den Webby Awards der International Academy of the Digital Arts and Sciences ausgezeichnet. 2009 erhielt die Einrichtung die National Medal for Museum and Library Service des Institute of Museum and Library Services.